# استو بای چارتلی
استو بای چارتلی (به انگلیسی: Stowe-by-Chartley) یک روستا و محله مدنی در بریتانیا است که در Stafford واقع شده‌است. استو بای چارتلی ۴۱۸ نفر جمعیت دارد.